# Cour souveraine
Une cour souveraine, appelée cour supérieure en 1661, est sous la monarchie française une juridiction statuant souverainement et sans appel des matières que le roi lui a attribuées. Seul le roi, ou son Conseil, peut casser les jugements ou arrêts de la cour. 
Les cours souveraines sont les Parlements, le Grand Conseil, les Chambres des comptes, les Cours des aides et les Cours des monnaies.

## Dénomination et Pouvoir
Le terme de souverain ne signifie pas que la cour a sa propre autorité, au contraire elle tire celle-ci de celle du roi. C'est pourquoi la cour rend ses jugements toujours au nom du roi. Bien que tirant son autorité de celle du roi, les jugements de la cour ont autant de force que la loi royale.
Par rapport aux autres tribunaux, les cours sont dites souveraines car elles peuvent :
- s'écarter de la rigueur de la loi en jugeant en équité. C'est le sens de la définition latine du droit : ius est ars boni et aequi[2];
- seules les cours souveraines peuvent rendre des arrêts de règlement dans l'étendue de leur ressort;
- seules les cours souveraines ont le droit de bannir hors du royaume.

## Composition

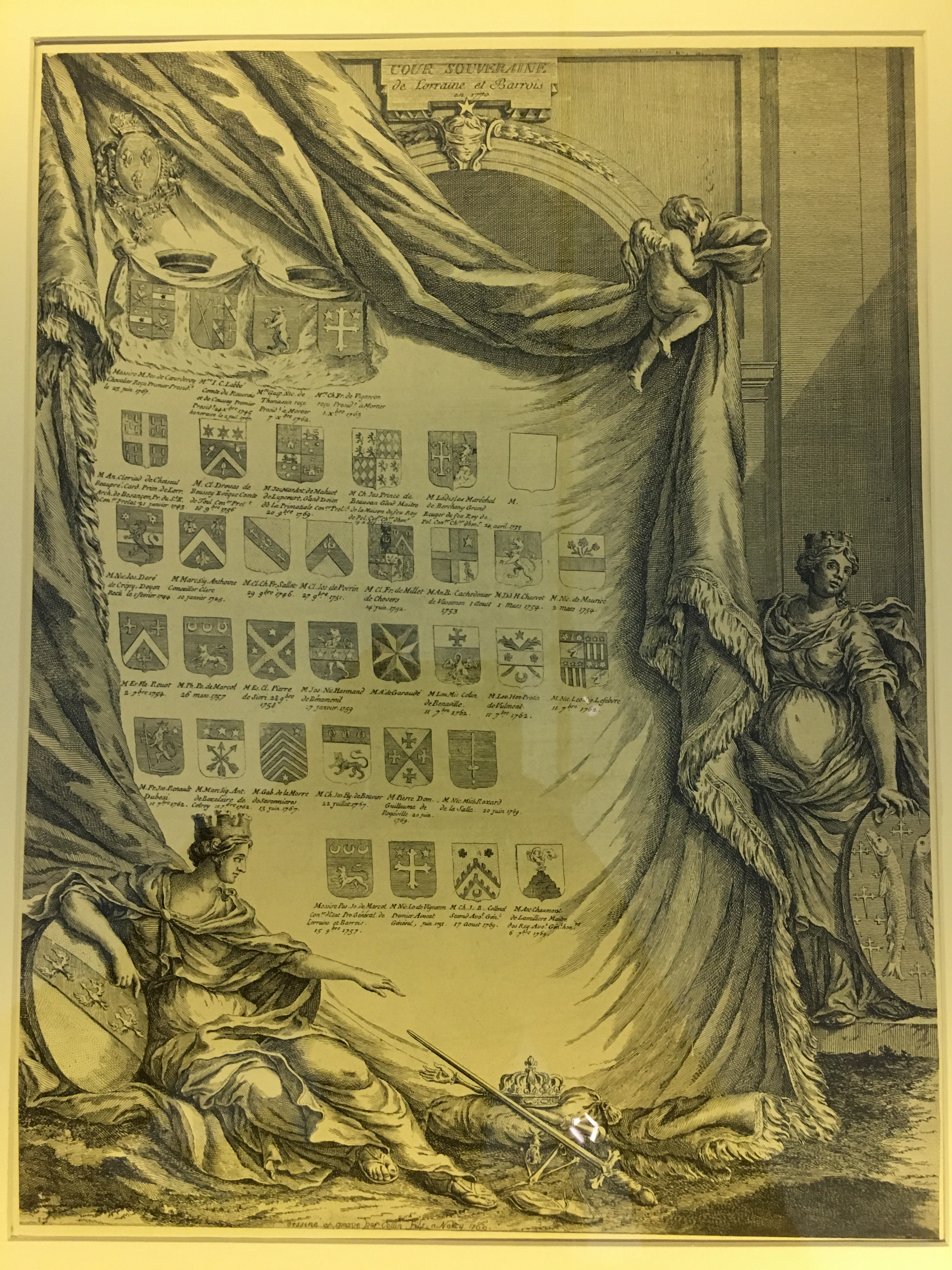
Composition de la Cour souveraine de Lorraine et Barrois en 1770

Les cours souveraines sont composées d'officiers. Selon leur fonction et leur place hiérarchique on trouve :
- Pour rendre la justice : des présidents et des conseillers
- Pour les réquisitions : des avocats et des procureurs généraux
- Pour les fonctions administratives : des greffiers, des huissiers, des secrétaires.

## Compétence

### Compétenceratione materiae
On entend par compétence ratione materiae la compétence d'attribution. Les cours souveraines sont compétentes pour toutes les matières que le roi a bien voulu concéder dans les édits de création des cours souveraines et les ordonnances ou règlements postérieurs. Ainsi s'il existe des spécialités entre les cours souveraines, dans une même spécialité les cours souveraines n'ont pas forcément les mêmes compétences.

### Compétenceratione loci
On entend par compétence ratione loci la compétence territoriale. Chaque cour souveraine est compétente dans un ressort déterminé. Bien que leurs ressorts soient différents entre elles les cours souveraines ont un pouvoir égal.

### Conflit de compétence entre cours souveraines
Pour une même affaire, il arrive que plusieurs cours souveraines s'estiment compétentes. Pour régler le différend, l'ancien droit prévoyait deux modes de résolution du conflit.
- Le premier est la médiation. C'est un accommodement entre les cours souveraines. Des officiers de chacune des cours s'emploient à vider le conflit.
- La seconde est le pourvoi au Conseil du roi. Si les cours n'ont pu par la médiation trouver un accord, c'est le conseil du roi qui par un règlement de juges choisira la cour compétente à l'appui des mémoires envoyés par les cours alors opposées.

## Sources